# Mehdi Ben Barka
Mehdi Ben Barka (in arabo المهدي بن بركة‎?; Rabat, 1920 – Parigi, 29 ottobre 1965) è stato un politico e attivista marocchino, socialista e terzomondista del movimento indipendentista marocchino, cofondatore dei partiti politici dell'Istiqlal e dell'Unione Nazionale delle Forze Popolari, oltreché dirigente del movimento anti-imperialista ed anti-colonialista transnazionale Organización de Solidaridad con los Pueblos de Asia, África y América Latina - OSPAAAL.
Dissidente del regime di Re Hasan II, morì assassinato a Parigi nel 1965, dopo essere stato tenuto sotto sequestro per diversi giorni da agenti di polizia francesi. La sua morte, presumibilmente ordita dai servizi segreti marocchini con l'ausilio di quelli israeliani, francesi e statunitensi, fu uno degli episodi più emblematici dell'epoca e dei cosiddetti anni di piombo del Marocco.

## Biografia

### I primi anni
Mehdi Ben Barka nacque a Rabat in una famiglia appartenente alla classe medio-bassa: suo padre recitava il Corano in una moschea e commerciava tè e zucchero. Mehdi frequentò la scuola coranica fino a nove anni. La sua famiglia poteva permettersi di far proseguire gli studi solo ad uno dei figli e toccò al fratello maggiore, che studiò in un istituto francese dove Romain Baron, uno scrittore francese, fu il suo professore di francese. Mehdi lo accompagnava tutti i giorni e lo aspettava fuori della porta della scuola fino a che le lezioni non finivano. L'insegnante francese finì per invitarlo a entrare come uditore e ben presto si rivelò uno studente eccezionale.
Durante l'adolescenza frequentò circoli nazionalisti. Il movimento indipendentista marocchino, che vide in lui un futuro quadro, concorse alle spese dei suoi studi superiori. Una borsa di studio del governo francese in Marocco gli permise poi di realizzare gli studi universitari in Algeria e diventare così l'unico cittadino marocchino dell'epoca a laurearsi in scienze matematiche. La sommossa nazionalista che accompagnò la seconda guerra mondiale gli impedì di mettere a frutto il dottorato e, a partire da quel periodo, si dedicò interamente alla politica.

### Dall'Istiqlal all'esilio
Nel 1944 Mehdi Ben Barka fu uno dei firmatari del Manifesto per l'indipendenza, che era allo stesso tempo l'atto costituente del Partito per l'Indipendenza, più conosciuto col suo nome arabo di Istiqlal. Questa presa di posizione costò, a lui come ad altri leader nazionalisti, due anni di carcere. Al termine della pena si dedicò all'organizzazione interna del partito, in particolare alla creazione di un archivio di documentazione e ad un diario al-ˁAlam («La bandiera»). Il suo attivismo intenso gli guadagnò il soprannome di Dinamo, soprannome che conserverà per il resto della sua vita.

Dato che il partito Istiqlal era illegale — sebbene più o meno tollerato dalle autorità d'occupazione - non aveva sedi pubbliche: a Rabat c'era la casa di Ben Barka, che si trovava nella medina (o città vecchia) e che fungeva da luogo di riunione, di lavoro e di incontro con la stampa.
Ben Barka si trasformò presto in una figura di riferimento all'interno del movimento nazionalista marocchino, nonostante la differenza di età e di estrazione sociale rispetto agli altri leader nazionalisti storici, come Allal al-Fasi o Ahmed Balafrej. Al contrario di questi, Ben Barka vedeva nel nazionalismo solo una bandiera sotto la quale lottare per raggiungere quello che veramente era per lui importante: la modernizzazione del Marocco: la fine del sottosviluppo, dell'analfabetismo, delle strutture feudali e delle diseguaglianze sociali. Ben Barka voleva che l'Istiqlal fosse il partito della modernità e, allo stesso tempo, un partito popolare, cioè, collegato a tutti i settori sociali, con una attenzione particolare al proletariato urbano e agli abitanti dei quartieri poveri delle bidonvilles, che erano il punto di passaggio dalla campagna alla città (l'Istiqlal era soprattutto una organizzazione urbana). In questo modo, Ben Barka si avvicinò, e avvicinò progressivamente anche l'Istiqlal, a posizioni di tipo socialista, cosa che avrebbe provocato, a lungo andare, una frattura all'interno del partito.
In quel periodo quelle posizioni furono, indubbiamente e in gran misura, la chiave del successo del partito e della popolarità di Ben Barka.
Nel 1951 Ben Barka fu inviato in esilio nell'Atlante. Per tre anni si costrinse a ritirarsi sempre più all'interno della regione montuosa, fino a ridurre il suo contatto con la vita urbana ad una visita annuale della sua famiglia. Ben Barka approfittò dell'isolamento per studiare economia dello sviluppo, sociologia, la lingua inglese e la lingua berbera. Nelle lettere che scriveva alla famiglia, raccontando la monotonia quotidiana, aggiungeva messaggi scritti con inchiostro invisibile, per i suoi compagni di lotta.
Durante l'esilio di Ben Barka, le tensioni nelle città si inasprirono. A Casablanca centinaia di manifestanti furono uccisi dalla polizia francese, nel dicembre 1952. Nel 1953, il sultano Mohammed ben Yusef iniziò il cosiddetto "sciopero dei sigilli", rifiutandosi di firmare le leggi ed i decreti che gli venivano presentati dal generale francese Residente. Questi decise di sostituirlo con un parente più docile, l'anziano Mohammed Ben Arafa, e inviò Mohammed e il principe ereditario Hasan in esilio in Madagascar, circostanza che servì a trasformare automaticamente, per la maggioranza del popolo marocchino, il monarca in un eroe.
Un settore del movimento nazionalista passò alla lotta armata, formando l'Esercito di Liberazione del Marocco, conosciuto come "la Resistenza", che, in futuro, avrebbe stabilito contatti con il nazionalismo armato d'Algeria, cosa che inquietò profondamente la Francia. I dirigenti nazionalisti incarcerati o deportati furono considerati allora come interlocutori validi, visto che non si potevano considerare colpevoli di azioni come il sanguinoso attentato del dicembre 1953 a Casablanca, nel quale decine di francesi che stavano facendo gli acquisti per le feste natalizie, morirono a causa dell'esplosione di una bomba. Ben Barka e altri leader nazionalisti furono liberati. All'inizio del 1955 fece parte della delegazione dell'Istiqlal che partecipò alla Conferenza di Aix-les-Bains (Francia), in occasione della quale si arrivò ad un accordo per la «indipendenza nell'interdipendenza» del Marocco, con Mohammed V come re. In cambio, i nazionalisti marocchini tagliarono i legami con la resistenza algerina.
Il Marocco indipendente si mise in marcia con un re in testa, forti alleanze con l'antica potenza coloniale e un Istiqlal egemonico e impegnato ad assicurare la permanenza dello status quo, come pattuito: il partito nazionalista prese delle contromisure nei confronti di chiunque, dentro o fuori dalle proprie file, mettesse in questione la monarchia, intendesse proseguire la lotta armata, appoggiasse gli indipendentisti algerini e criticasse l'egemonia dell'Istiqlal. Questa ondata repressiva arrivò a causare dei morti, come Abbas Mesaadi, leader della Resistenza, o il comunista Abdelkrim ben Abd Allah. La reputazione di Ben Barka, che pure, come dirigente del partito, non poteva essere totalmente estraneo a quanto stava accadendo, rimase comunque intatta e continuò ad essere una delle figure più carismatiche del nuovo Marocco.
Mohammed V lo nominò presidente del primo parlamento marocchino, anche se questa istituzione era per lo più un organo di consultazione in appoggio al re e la divisione dei poteri tra l'antico sultano e la classe politica continuava ad essere piuttosto definita. In quel periodo, a metà degli anni 1950, Ben Barka si dedicò anche a viaggiare e a prendere contatto con i movimenti ed i leader del Terzo Mondo in lotta contro il colonialismo o il neocolonialismo: fu ricevuto da Bourguiba, Nasser, Ho Chi Minh e Mao Tse Tung nei loro rispettivi paesi, nei quali Ben Barka cercava ricette contro il sottosviluppo ed il feudalesimo, da esportare possibilmente in Marocco. Questo fu l'inizio della sua carriera nella politica internazionale come leader del movimento terzomondista.
Pur non essendo ministro e non avendo ricoperto altre cariche esecutive, il suo prestigio era tale che riuscì a dare vita, in Marocco, a progetti pilota ispirati a quelli dei paesi socialisti, come iniziative di lavoro volontario per la creazione di infrastrutture. Tra queste si distinse la scuola-cantiere della "Strada dell'unità", una strada che univa gli antichi territori spagnoli e francesi del Marocco, e la costruzione della quale rappresentò un'occasione di formazione per migliaia di giovani marocchini.
Nel 1959 esplosero in seno all'Istiqlal le tensioni che si erano accumulate negli anni passati, riguardo a questioni come i rapporti tra il re e la classe politica e la conseguente divisione dei poteri, o la relazione tra le vecchie strutture sociali e di potere (il Makhzen) ed i progetti di trasformazione sociale ed economica difesi, tra gli altri, da Ben Barka. Questi e altri militanti pretendevano una definizione chiara della struttura dello Stato marocchino, con la adozione di una costituzione, la limitazione dei poteri del monarca e la sostituzione di strutture makhzeniane di potere con istituzioni democratiche.
Secondo la maggior parte dei dirigenti dell'Istiqlal, la corrente di Ben Barka si era schierata nettamente contro la monarchia. Per questo motivo Ben Barka, Mohammed Basri e Abderrahim Bouabid, che pure avevano l'appoggio della maggior parte dei sindacalisti e della gioventù del partito, furono costretti ad abbandonarlo. Fu così che dettero vita alla Unione Nazionale delle Forze Popolari.
L'UNFP aveva un orientamento marcatamente di sinistra e denunciò fin dall'inizio la corruzione che, a suo giudizio, aveva invaso le principali istituzioni marocchine, la persistenza di strutture feudali e l'alleanza tra queste e affaristi stranieri. Reclamò elezioni libere, una costituzione, l'alfabetizzazione, la riforma agraria e la fine dell'esclusione sociale delle donne. Dopo solo tre mesi i dirigenti del nuovo partito vennero arrestati ed incarcerati ed il quotidiano del partito venne dichiarato fuorilegge. Ben Barka andò in esilio volontario a Parigi.

### L'esilio e l'attività internazionale
Dalla capitale francese, Ben Barka mantenne i propri contatti con l'opposizione marocchina (motivo per il quale la sua casa si trasformò in una specie di sede europea del partito), ma si dedicò più che altro al lavoro di organizzazione per conto del movimento terzomondista, con il quale aveva preso contatti alcuni anni prima. Venne eletto nel comitato esecutivo del Fondo di Solidarietà Afroasiatica, nucleo del movimento dei non allineati.
Nel 1962 Ben Barka ritornò in Marocco per partecipare al Congresso dell'UNFP. Ricevette un'accoglienza trionfale. Il discorso che avrebbe dovuto tenere al congresso fu, senza dubbio, ritenuto troppo "rivoluzionario" dai suoi compagni di partito, che non glielo lasciarono leggere dalla tribuna.
Mohammed V era morto e da un anno era salito al trono Hasan II. L'equilibrio e la tensione tra i poteri che esisteva dai tempi dell'indipendenza, si erano risolti in una monarchia assoluta di fatto. Venne approvata una costituzione redatta da giuristi francesi, che pretendeva di dare un'apparenza democratica al regime: l'Istiqlal la appoggiò, ma fu rifiutata totalmente dall'UNFP. Alla vigilia del referendum costituzionale, Ben Barka, che era stato seguito costantemente dalla polizia fin dal suo ritorno, fu vittima di un tentato omicidio, quando l'automobile nella quale viaggiava a Casablanca venne investita da un'altra automobile e spinta in un fossato. Il leader dell'UNFP se la cavò con una lieve lesione cervicale.
Nel 1963 si presentò alle prime elezioni legislative, per il distretto di Yaqub al-Mansur, un sobborgo di Rabat. Durante i suoi incontri elettorali (vietati alla radio ed alla televisione) si scontrava in modo diretto e radicale contro il potere personale del re. Il risultato delle elezioni consegnò la vittoria ad un partito nuovo, fondato da personaggi legati al palazzo, seguito, con un forte distacco, dall'Istiqlal e dall'UNFP.
L'opposizione denunciò la frode. Due mesi dopo, mentre i deputati aspettavano ancora di insediarsi in parlamento, migliaia di militanti dell'UNFP, compreso il Comitato Esecutivo al completo, vennero arrestati e torturati, sospettati di aver complottato per togliere la vita ad Hasan II. Ben Barka riuscì a fuggire e ad uscire dal paese, verso un secondo esilio. Trovò rifugio in Algeria, dove il presidente Ben Bella lo protesse e gli affidò incarichi referenti, ancora una volta, al movimento terzomondista.
Nel 1964 si celebrò a Rabat il processo contro l'UNFP per il presunto complotto contro il re. Furono sentenziate venti condanne a morte, tra le quali quella di Ben Barka, giudicato in contumacia come ribelle. Tutti i condannati a morte, eccetto lui, furono indultati poco dopo. Ben Barka era stato denigrato pubblicamente in Marocco a causa della sua opposizione alla Guerra della sabbia, che quell'anno vide confrontarsi il suo paese natale con l'Algeria, il paese che lo aveva accolto, circostanza che era stata presentata dalle autorità marocchine come connivenza con il nemico.
Ogni tanto, Ben Barka, si dedicava alla propria attività come organizzatore del movimento terzomondista, conquistando popolarità e rilevanza a livello internazionale. Nel 1965 non aveva una residenza fissa: come presidente della commissione organizzatrice della Conferenza Tricontinentale, che doveva celebrarsi a L'Avana l'anno seguente, visse a cavallo tra Francia, Algeria, Egitto e Cuba, ed altri paesi. Nel mese di marzo il Marocco si sollevò, in seguito alla durissima repressione esercitata nei confronti di alcune manifestazioni popolari a Casablanca. Poco dopo, Hasan II annunciò la sua intenzione di promuovere delle riforme e fece recapitare un messaggio al matematico Ben Barka, nel quale diceva: «Devo risolvere un'equazione in Marocco». Ben Barka, che era ancora condannato a morte, considerò l'idea di ritornare al suo paese, alla condizione che sarebbero state promosse riforme sociali radicali e che il suo ritorno potesse avvenire dopo la celebrazione della Tricontinentale. Nel mese di giugno, Hasan II abbandonò l'idea di fare riforme e si incamminò nella direzione opposta: decretare lo stato d'emergenza, sciogliere il parlamento e mettere sé stesso a capo di un governo designato, il cui ministro della Giustizia era il giudice che aveva condannato a morte Ben Barka, e il suo ministro degli Interni il generale Mohamed Oufkir, capo della polizia alla vigilia del plebiscito costituzionale del 1962, quando si era verificato il tentato omicidio di Ben Barka.

### La scomparsa di Ben Barka
Ben Barka fu sequestrato il 29 ottobre 1965 a Parigi, da agenti della polizia francese, mentre si stava recando ad un appuntamento col cineasta Georges Franju per la preparazione di un film sulla decolonizzazione. Da allora non si sono più avute sue notizie.
L'inchiesta giudiziaria che seguì, stabilì che Ben Barka era stato portato in una casa di un villaggio vicino, dove era stato torturato fino alla morte da agenti marocchini e mercenari francesi, si presume secondo le direttive dell'allora Ministro degli Interni del regno alauì, Mohamed Oufkir, che pare avesse anche partecipato di persona e in precedenza aveva chiesto e ottenuto l'aiuto di agenti del Mossad. Il processo, celebrato nel 1967, condannò a pene carcerarie alcuni degli accusati, compreso Oufkir, che fu condannato all'ergastolo. Sicuramente non sono stati chiariti tutti gli aspetti di quanto accaduto, specialmente l'implicazione dei governi francese e marocchino e dei loro servizi segreti, le reali motivazioni del sequestro, le possibili complicità di altre organizzazioni come la CIA e della guardia del corpo di Ben Barka. Per questo motivo, il processo è ancora aperto, anche se quasi tutti i testimoni sono ormai morti, la maggior parte dei quali non per cause naturali.
Con il cambio di secolo, coinciso con una relativa apertura politica del Marocco, due nuovi testimoni hanno gettato una nuova luce sul caso Ben Barka. Uno è il vecchio agente della sicurezza marocchina Ahmed Bujari, il quale ha assicurato che il corpo di Ben Barka fu spostato al centro di detenzione clandestino di Dar al-Muqri, presso Rabat, dove venne sciolto in una vasca di acido che proprio Bujari stesso aveva dovuto preparare per l'occasione. L'altro testimone è il vecchio commissario Lucien-Aimé Blanc, compagno dei due poliziotti francesi condannati per il caso Ben Barka, che ha reso pubbliche le trascrizioni delle intercettazioni telefoniche realizzate dai servizi segreti francesi, nelle quali si programmava la sparizione di Ben Barka. Questo dimostrerebbe che il governo dell'epoca per lo meno era a conoscenza dei piani del sequestro.
Francia e Marocco hanno sempre negato qualsiasi implicazione ufficiale nel caso. Il Marocco, alla morte di Oufkir, avvenuta nel 1973, ha ammesso la partecipazione del generale nel sequestro, attribuendola, però, ad un atto individuale, causato dalla sua inimicizia personale con Ben Barka e non ad un piano istituzionale.

## Filmografia
- L'attentato: film di Yves Boisset, 1972
- Ho visto uccidere Ben Barka: film di Tomaso Sherman, 1978
- Ben Barka: The Moroccan Equation: film di Simone Bitton, 2001
- J'ai vu tuer Ben Barka: film di Serge Le Péron, 2005